# 科普消除反应
科普消除反应（英語：Cope elimination）：β-碳上有氢的氧化胺加热到150～200°C时发生热分解，生成羟胺和烯烃。由亚瑟·C·科普发现。
用于烯烃合成以及在化合物中除掉氮。当氧化胺的一个烃基的两个β-碳上均有氢原子可以消除时，得到的是混合物，但以Hofmann产物为主。当氧化胺上有两个或三个烃基均有β-氢时，得到混合物。得到的烯烃如有顺反异构，则一般以反式异构体为主。
三级胺被过氧化氢或过酸的氧化和氧化胺的消除可以在同一体系中完成，如在二甲基亚砜或四氢呋喃溶剂中室温就可反应。反应条件温和，副反应少，反应中无重排反应发生，得到的不是重排后的烯烃，因此可用于制备很多烯烃。

## 反应机理
反应是E2顺式消除，经过一个五元环的过渡态，氧化胺的氧作为进攻的碱：
哌啶类化合物（六元含氮杂环）不易发生分子内的科普消除反应。当环元数更大时，在反应条件下可以得到一个不饱和的羟基胺，它是分子内发生科普消除的产物。这证明了反应中存在一个五元环的过渡态。